# Петер Дамберґ
Петер Дамберґ (лів. Pētõr Damberg, латис. Pēteris Dambergs; *9 березня 1909, Сікрага — †25 квітня 1987, Адажі) — лінгвіст, лівський поет, прозаїк, фольклорист і перекладач. Педагог. Один з найяскравіших представників лівської літератури.

## Біографія
Народився в Сікразі, в лівській рибальській сім'ї Карла і Христини Дамберґ. Навчався в Дундагській початковій школі. Під час Першої світової війни відвідав Естонію, де вивчив естонську мову, що в полегшило естонським і фінським лінгвістам роботу з лівською мовою. У 1922 знайомиться з естонським фольклористом Лорітсом. Вивчає в Вентспілській школі англійську мову. У 1935 Дамберґ написав хрестоматію лівською мовою Jemakīel lugdõbrāntõz. Помер у 1987 в Адажі, похований на Балтезерському цвинтарі.